# ジングルガール上位時代
「ジングルガール上位時代」（ジングルガールじょういじだい）は、Tomato n' Pineのメジャー3枚目のシングル。2011年12月7日にSony Recordsから発売。

## 概要
表題曲「ジングルガール上位時代」はTomato n' Pine初のウィンターチューンとして作成された。日本テレビ音楽バラエティ番組『ハッピーMusic』、およびチバテレビ『ハピはぴ・モーニング〜ハピモ〜』の2011年12月期エンディングテーマ。本曲の詞は作成されていた1番に続けてメンバーがストーリーを妄想したものをまとめて作成された。
初回生産限定盤・通常盤の2形態でリリースされ、初回生産限定盤には「ジングルガール上位時代」のPVおよびそのメイキング映像を収めたDVDが同梱されている。なおこのＤＶＤで和田のみがオレンジジュースを飲み小池と草野がシャンパンを飲んでいるシーンがあるがこれは撮影当時和田が未成年だったため

## 収録曲
全作詞：Kenji・Jane
1. ジングルガール上位時代 [4:26]
作曲：Hidenori Tanaka、編曲：Kenji Tamai・Akishi Kosai
2. 雪がふるから・・・ [4:39]
作曲：Kotaro Kusuno、編曲：Kenji Tamai・Takahiro Furukawa
3. ワナダンス! [5:04]
作曲：Takahiro Furukawa、編曲：Kenji Tamai・Takahiro Furukawa
4. なないろ☆ナミダ -snow bossa remix-
作曲：Takahiro Furukawa、Remix：Yoichiro Nomura
5. ジングルガール上位時代 -Intsrumental-
6. 雪がふるから・・・ -Intsrumental-
7. ワナダンス! -Intsrumental-